# Hilimbowo Olora
Hilimbowo Olora is een bestuurslaag in het regentschap Gunungsitoli van de provincie Noord-Sumatra, Indonesië. Hilimbowo Olora telt 778 inwoners (volkstelling 2010).